# Fucina

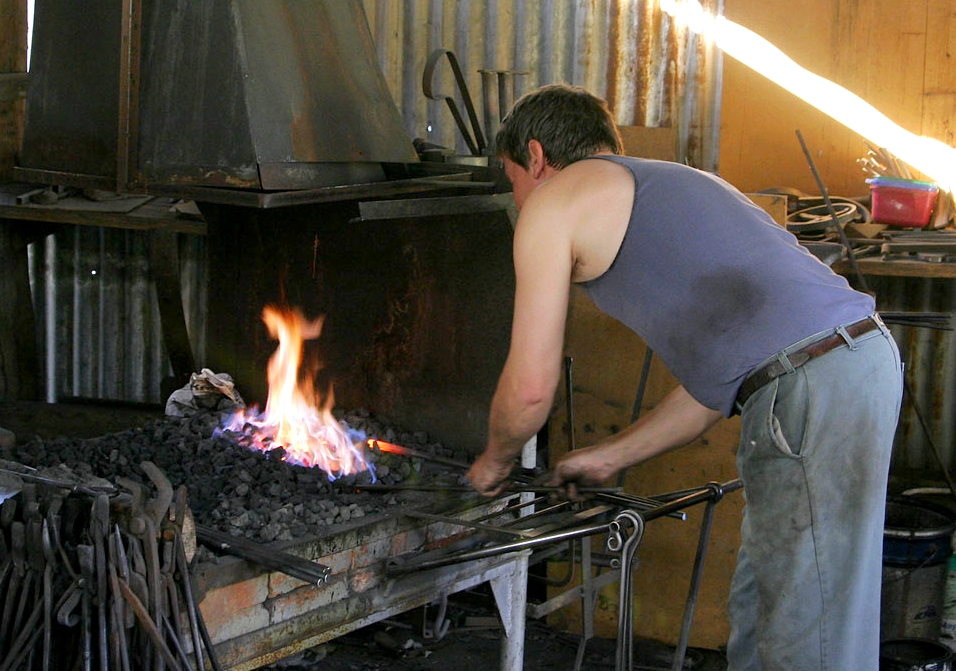
La fucina

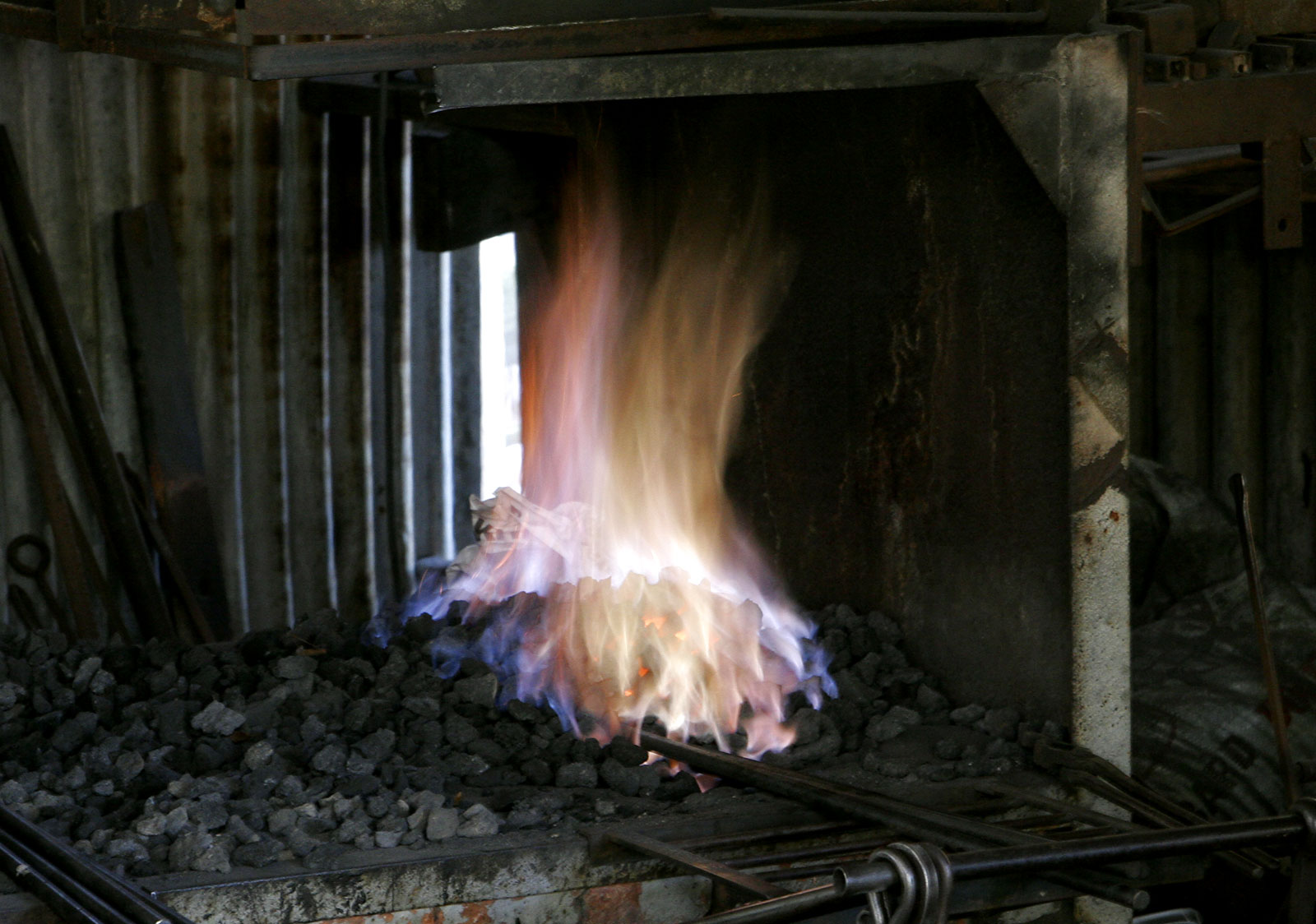
La fase di accensione del coke

La fucìna (o "forgia"; da forgiatura) è il focolare a carbone del fabbro ferraio, nel quale vengono riscaldati sino all'incandescenza piccoli pezzi di ferro che vengono poi lavorati per percussione sull'incudine o al maglio. La fucina si può chiamare anche forgia.
La combustione si avvia e si mantiene accesa insufflando aria dal basso attraverso il carbon coke per facilitarne la combustione. Il flusso di aria può essere generato da un mantice, da una ventola manuale o da una ventola mossa elettricamente.
Per estensione del termine, con "fucina" si indica la bottega del fabbro, ed è quindi anche sinonimo di laboratorio, officina.
In senso figurativo la fucina è il luogo dove si generano nuove idee.

## La fucina nell'arte
La fucina del dio della mitologia romana Vulcano, dove si preparavano le armi degli dei, è stata rappresentata nei dipinti La fucina di Vulcano di Diego Velázquez e Fucina di Vulcano di Giorgio Vasari.